# Ibn al-Rawandi
Ibn al-Rawandi, pseudonimo di Abu al-Hasan Ahmad ibn Yahya ibn Ishaq al-Rawandi (827 – 911), è stato un teologo persiano.
All'inizio fu uno studioso mutazilita, ma in seguito rifiutò tale dottrina e divenne successivamente uno studioso sciita. Sussiste un certo dibattito sul fatto che sia rimasto sciita fino alla sua morte o sia diventato uno scettico, sebbene la maggior parte delle fonti confermino il suo possibile rifiuto di ogni religione e il suo diventare ateo. Sebbene nessuna delle sue opere sia sopravvissuta, le sue opinioni sono state preservate attraverso i suoi critici e i libri sopravvissuti che hanno risposto alle sue tesi.
Il suo libro con i frammenti più conservati (attraverso un libro ismailita che confuta l'ideologia di Al-Rawandi) è il Kitab al-Zumurrud (Il Libro dello Smeraldo ).

## Vita
La data di nascita, morte e città natale sono controverse: nato nell'820 o 830, morto nell'864 o 910, originario di Isfahan o Khorasan. Può darsi che Abū al-Husayn Ahmad ibn Yaḥyâ ibn Isḥâq al-Rawandī sia nato a Merv, nel Grande Khorasan, nell'odierno nord-ovest dell'Afghanistan, nell'anno 815. Secondo l'egiziano Abd al-Rahman Badawi, Ibn al-Rawandi nacque a Bassora, sotto il califfo al-Ma'mun. Il padre, Yahya, era uno studioso ebreo persiano che si convertì all'Islam e insegnò ai musulmani a confutare il Talmud.
Si unì ai mutaziliti di Baghdad e ottenne importanza tra loro. Tuttavia, alla fine si allontanò dai suoi compagni mutaziliti e strinse strette alleanze con i musulmani sciiti, e poi con i non musulmani (manichei, ebrei e forse anche cristiani). Al-Rawandi divenne quindi un seguace dello zindiq manicheo Abu Isa al-Warraq, prima di rifiutare la religione in generale, scrivendo diversi libri che criticavano tutte le religioni, in particolare l'Islam.

## Filosofia
La maggior parte delle fonti concorda sul fatto che abbia trascorso del tempo come mutazilita e sciita prima di denunciare alla fine tutta la religione. Alcune fonti cercano le radici delle sue opinioni nei suoi legami con l'Islam sciita e mutazilita e affermano che la sua eresia è stata ingigantita dai suoi rivali.
Ibn al-Rawandi trascorse del tempo come mutazilita e poi come studioso sciita prima di dedicarsi all'ateismo. La maggior parte dei suoi 114 libri sono andati perduti, ma quelli rimaneti con almeno alcuni frammenti includono Lo scandalo dei mutaziliti (Fadihat al-mu'tazila), che presenta le argomentazioni di vari teologi mutaziliti, sostenendo poi che sono internamente incoerenti, La confutazione (ad-Damigh), che attacca il Corano, e Il Libro dello smeraldo (Kitab al-zumurrud) che critica la profezia e rifiuta l'Islam. Tra i suoi argomenti, critica il dogma come antitetico alla ragione, sostiene che i miracoli sono falsi, che i profeti (incluso Maometto) sono solo maghi e che il Paradiso come descritto dal Corano non è desiderabile.
Alcuni studiosi cercano anche di spiegare la visione più positiva di Ibn al-Rawandi in alcune fonti musulmane. Josef van Ess ha suggerito un'interpretazione originale che mira a conciliare tutte le informazioni contraddittorie. Osserva che le fonti che ritraggono Ibn al-Rawandi come un eretico sono prevalentemente mutazilite e provengono dall'Iraq, mentre nei testi orientali appare in una luce più positiva. Come spiegazione di questa differenza, van Ess suggerisce "una collisione di due diverse tradizioni intellettuali", ossia quelle in Iran e in Iraq. Suggerisce inoltre che la notorietà di Ibn al-Rawandi fosse il risultato del fatto che dopo che egli lasciò Baghdad, "i suoi colleghi a Baghdad [..] approfittando della sua assenza [...] potrebbero aver creato una leggenda nera". In altre parole, van Ess crede che Ibn al-Rawandi, sebbene eccentrico e litigioso, non fosse affatto un eretico. Tuttavia, queste opinioni sono ridotte da parte della maggior parte degli studiosi dato il peso delle prove contrarie.

## Argomenti discussi nel Kitab al-Zumurrud

### Tradizioni musulmane
Secondo lo Zumurrud, le tradizioni riguardanti i miracoli sono inevitabilmente problematiche. Al momento dell'esecuzione di un presunto miracolo, solo un piccolo numero di persone poteva essere abbastanza vicino al Profeta da osservarne le azioni. Non ci si può fidare dei resoconti forniti da un numero così piccolo di persone, perché un gruppo così esiguo può facilmente aver cospirato per mentire. La tradizione musulmana rientra quindi nella categoria delle tradizioni fragili, quelle basate su un'unica autorità (khabar al-ahad) piuttosto che su autorità multiple (khabar mutawatir). Queste tradizioni religiose sono bugie sostenute da cospirazioni.
Lo Zumurrud sottolinea che i presupposti (wad) e il sistema (qanun) di Maometto mostrano che le tradizioni religiose non sono degne di fiducia. Gli ebrei e i cristiani dicono che Gesù morì davvero, ma il Corano li contraddice.
Ibn al-Rawandi sottolinea anche le specifiche tradizioni musulmane e cerca di mostrare che siano ridicole. La tradizione secondo cui gli angeli si siano radunati per aiutare Maometto non è logica, perché implica che gli angeli di Badr fossero deboli, in grado di uccidere solo settanta dei nemici del Profeta. E se gli angeli erano disposti ad aiutare Maometto a Badr, dov'erano a Uhud quando il loro aiuto era così disperato?
Lo Zumurrud critica la preghiera, la preoccupazione per la purezza rituale e le cerimonie dell'hajj; lanciare sassi, circumambulare una casa che non sa rispondere alle preghiere, correre tra sassi che non possono né aiutare né nuocere. Continua chiedendo perché Safa e Marwa sono venerati e quale differenza c'è tra loro e qualsiasi altra collina nelle vicinanze della Mecca, ad esempio la collina di Abu Qubays, e perché la Kaaba è migliore di qualsiasi altra casa.
Dall'Encyclopaedia of Islam: